# Orange megye (New York)
Orange megye az Amerikai Egyesült Államokban, azon belül New York államban található. Megyeszékhelye Goshen, legnagyobb városa Newburgh. Lakosainak száma 401 310 fő (2020. április 1.). Orange megye Pike, Rockland, Passaic, Sullivan, Putnam, Ulster, Dutchess, Sussex és Westchester megyékkel határos.

## Népesség
A megye népességének változása:
| Lakosok száma | 373 443 | 374 259 | 374 135 | 375 592 | 377 647 | 401 310 |
|               | 2010    | 2011    | 2012    | 2013    | 2015    | 2020    |